# Grassac
Grassac est une commune du Sud-Ouest de la France, située dans le département de la Charente (région Nouvelle-Aquitaine).

## Géographie

### Localisation
Grassac est une commune rurale du pays d'Horte et Tardoire située à 20 km au sud-est d'Angoulême, qui est la grande ville la plus proche.
Grassac est aussi à 4 km au sud-ouest de Marthon, 11 km à l'est de Dignac, 12 km au sud-ouest de Montbron, chef-lieu de son canton, 15 km au nord-est de Villebois-Lavalette, 21 km au nord-ouest de Nontron.
| Vouzan  | Saint-Germain-de-Montbron | Marthon   |
| Sers    | Grassac                   | Feuillade |
| Rougnac | Charras                   |           |

### Géologie et relief

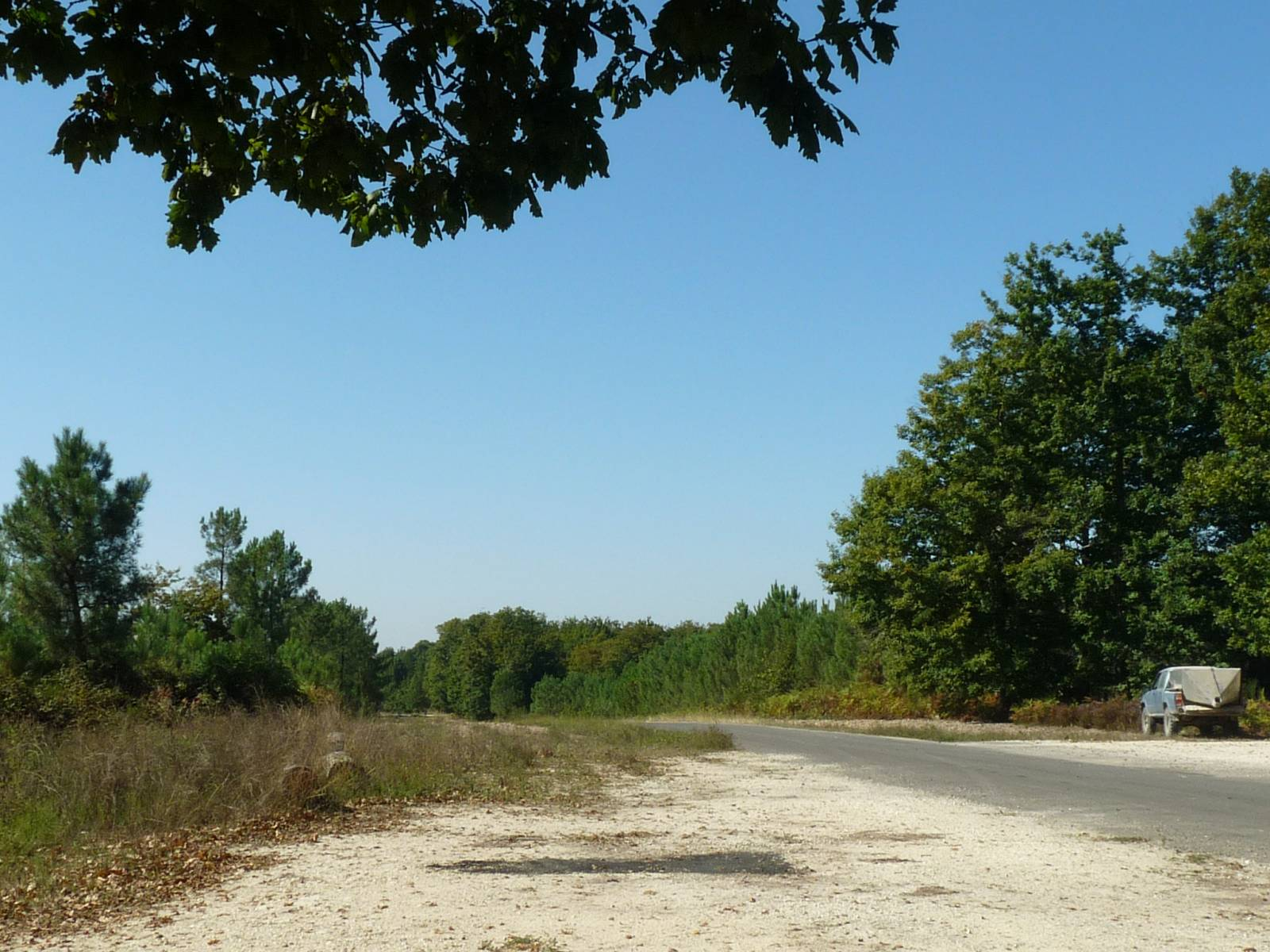
La forêt d'Horte à Grassac sur la D 34.

La commune de Grassac pour sa moitié sud-ouest est située sur un plateau calcaire crétacé (Cénomanien), formant cuesta au-dessus de la partie jurassique (Bajocien et Callovien) au nord-est. Ce plateau est couvert par des terrains tertiaires d'origine détritique (galets, sable) et par la forêt d'Horte,,. C'est cette même cuesta qu'on longe jusqu'à Charras par la D 109 et qui passe par la Bréchinie et Doumérac, et qui ménage de beaux points de vue.
Le bourg est situé sur le flanc de la cuesta et est à 180 m d'altitude. Le point culminant de la commune, 227 m d'altitude, est dans la forêt, le long de la D 34 à 700 m à l'ouest du bourg et il est un point géodésique. Le point le plus bas, 107 m d'altitude, est au nord-est, aux Guillemies, où il y a d'ailleurs une fosse due à la nature karstique de la roche.
Grassac est située à proximité du parc naturel régional Périgord Limousin.

### Hydrographie

#### Réseau hydrographique

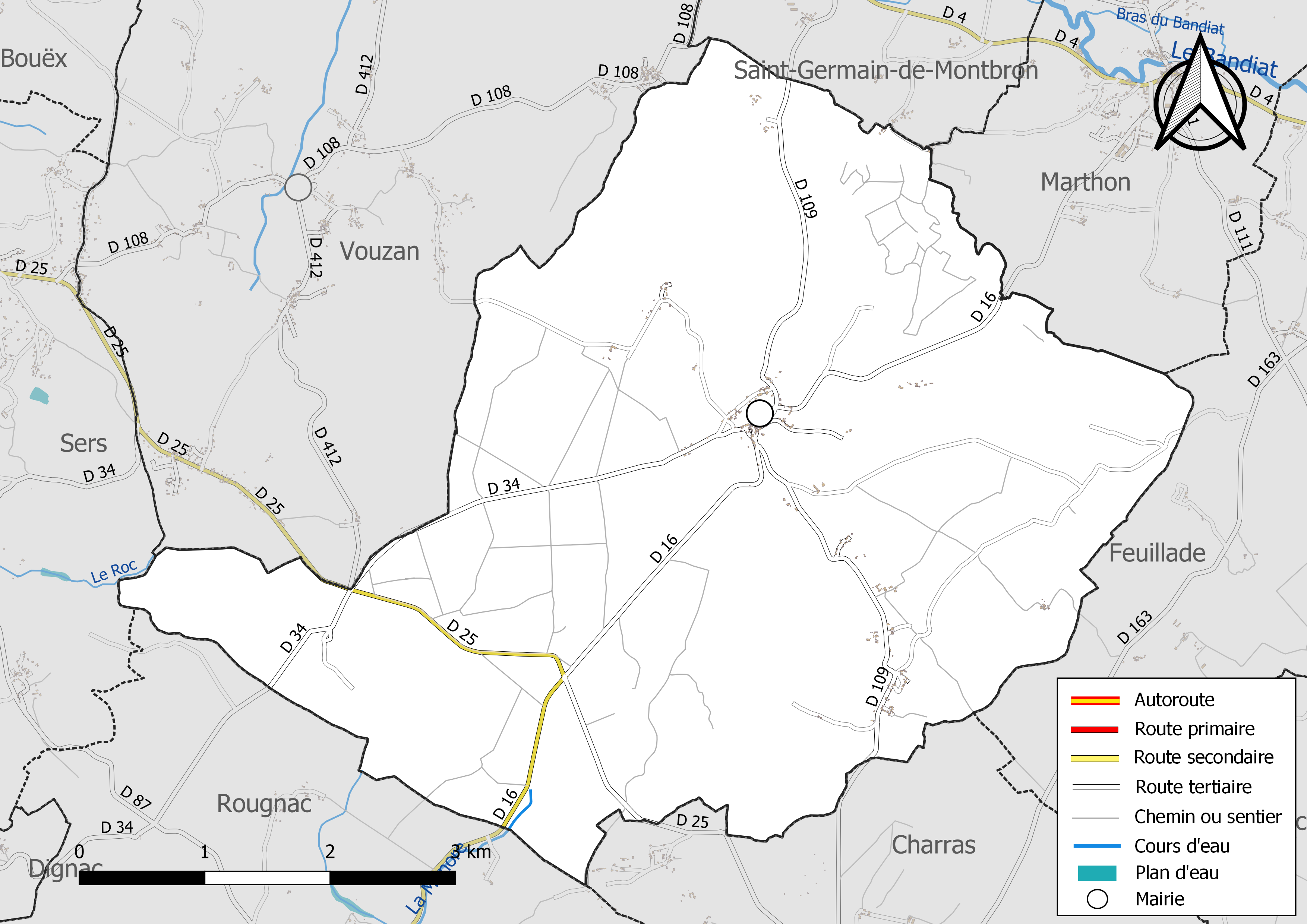
Réseaux hydrographique et routier de Grassac.

La commune est située dans le bassin versant de la Charente et  le bassin de la Dordogne au sein  du Bassin Adour-Garonne. Elle est drainée par la Manore et le Roc et par un petit cours d'eau, qui constituent un réseau hydrographique de 0 km de longueur totale,.
Sur la commune de Grassac naît la Manore, affluent de la Lizonne et sous-affluent de la Dronne.

#### Gestion des eaux
Le territoire communal est couvert par les schémas d'aménagement et de gestion des eaux (SAGE) « Charente » et « Isle - Dronne ». Le SAGE « Charente», dont le territoire correspond au bassin de la Charente, d'une superficie de 9 300 km2, a été approuvé le 19 novembre 2019. La structure porteuse de l'élaboration et de la mise en œuvre est l'établissement public territorial de bassin Charente. Le SAGE « Isle - Dronne», dont le territoire regroupe les bassins versants de l'Isle et de la Dronne, d'une superficie de 7 500 km2, a été approuvé le 2 août 2021. La structure porteuse de l'élaboration et de la mise en œuvre est l'établissement public territorial de bassin de la Dordogne (EPIDOR). Ils définissent chacun sur leur territoire les objectifs généraux d’utilisation, de mise en valeur et de protection quantitative et qualitative des ressources en eau superficielle et souterraine, en respect des objectifs de qualité définis dans le troisième SDAGE  du Bassin Adour-Garonne qui couvre la période 2022-2027, approuvé le 10 mars 2022.

### Climat
Comme dans les trois quarts sud et ouest du département, le climat est océanique aquitain.

## Urbanisme

### Typologie
Au 1er janvier 2024, Grassac est catégorisée commune rurale à habitat très dispersé, selon la nouvelle grille communale de densité à 7 niveaux définie par l'Insee en 2022.
Elle est située hors unité urbaine. Par ailleurs la commune fait partie de l'aire d'attraction d'Angoulême, dont elle est une commune de la couronne,. Cette aire, qui regroupe 94 communes, est catégorisée dans les aires de 50 000 à moins de 200 000 habitants,.

### Occupation des sols
L'occupation des sols de la commune, telle qu'elle ressort de la base de données européenne d’occupation biophysique des sols Corine Land Cover (CLC), est marquée par l'importance des forêts et milieux semi-naturels (66,8 % en 2018), en diminution par rapport à 1990 (67,9 %). La répartition détaillée en 2018 est la suivante : 
forêts (66,8 %), terres arables (15,6 %), zones agricoles hétérogènes (13,9 %), prairies (2,6 %), zones urbanisées (1,1 %). L'évolution de l’occupation des sols de la commune et de ses infrastructures peut être observée sur les différentes représentations cartographiques du territoire : la carte de Cassini (XVIIIe siècle), la carte d'état-major (1820-1866) et les cartes ou photos aériennes de l'IGN pour la période actuelle (1950 à aujourd'hui).

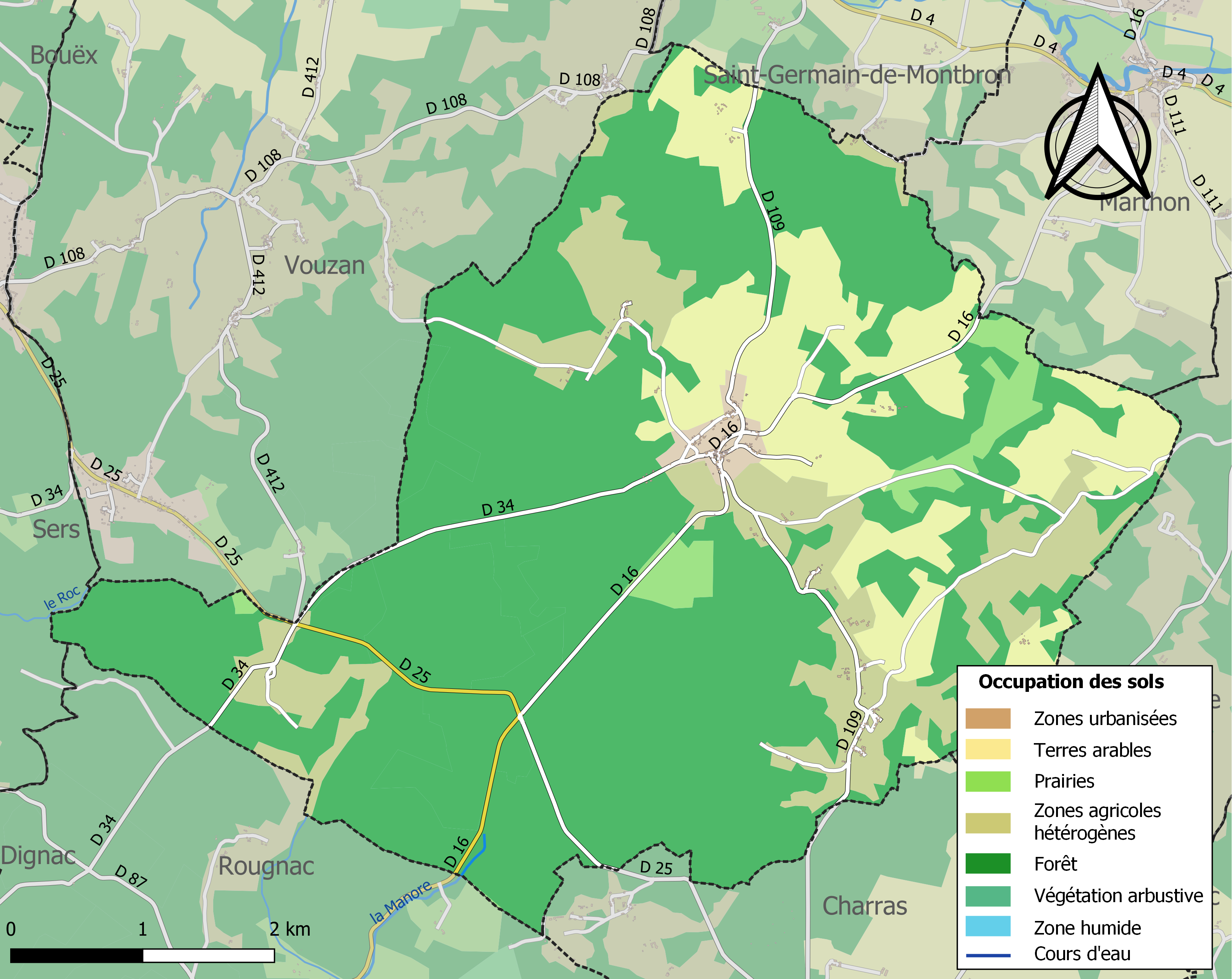
Carte des infrastructures et de l'occupation des sols de la commune en 2018 (CLC).

### Hameaux et lieux-dits
La commune ne compte que quelques hameaux, comme Doumerac et le Maine Épauty au sud-est, l'Hermite à l'ouest, chez Durand près du bourg, la Cibardie en lisière de forêt au nord du bourg, etc..

### Voies de communication et transports
Le bourg est situé au carrefour de la D 16, la route principale, qui va de Confolens à Montmoreau et qui passe par Montbron, Marthon et Villebois-Lavalette, la D 109 qui va vers Saint-Germain-de-Montbron au nord et Charras au sud, et la D 34 qui monte dans la forêt d'Horte et va vers Dignac et Angoulême. La commune est aussi traversée à l'ouest par la D 25 qui va d'Angoulême à Combiers.

### Risques naturels et technologiques

#### Risques majeurs
Le territoire de la commune de Grassac est vulnérable à différents aléas naturels : météorologiques (tempête, orage, neige, grand froid, canicule ou sécheresse) et séisme (sismicité faible). Il est également exposé à un risque technologique,  le transport de matières dangereuses. Un site publié par le BRGM permet d'évaluer simplement et rapidement les risques d'un bien localisé soit par son adresse soit par le numéro de sa parcelle.

#### Risques naturels

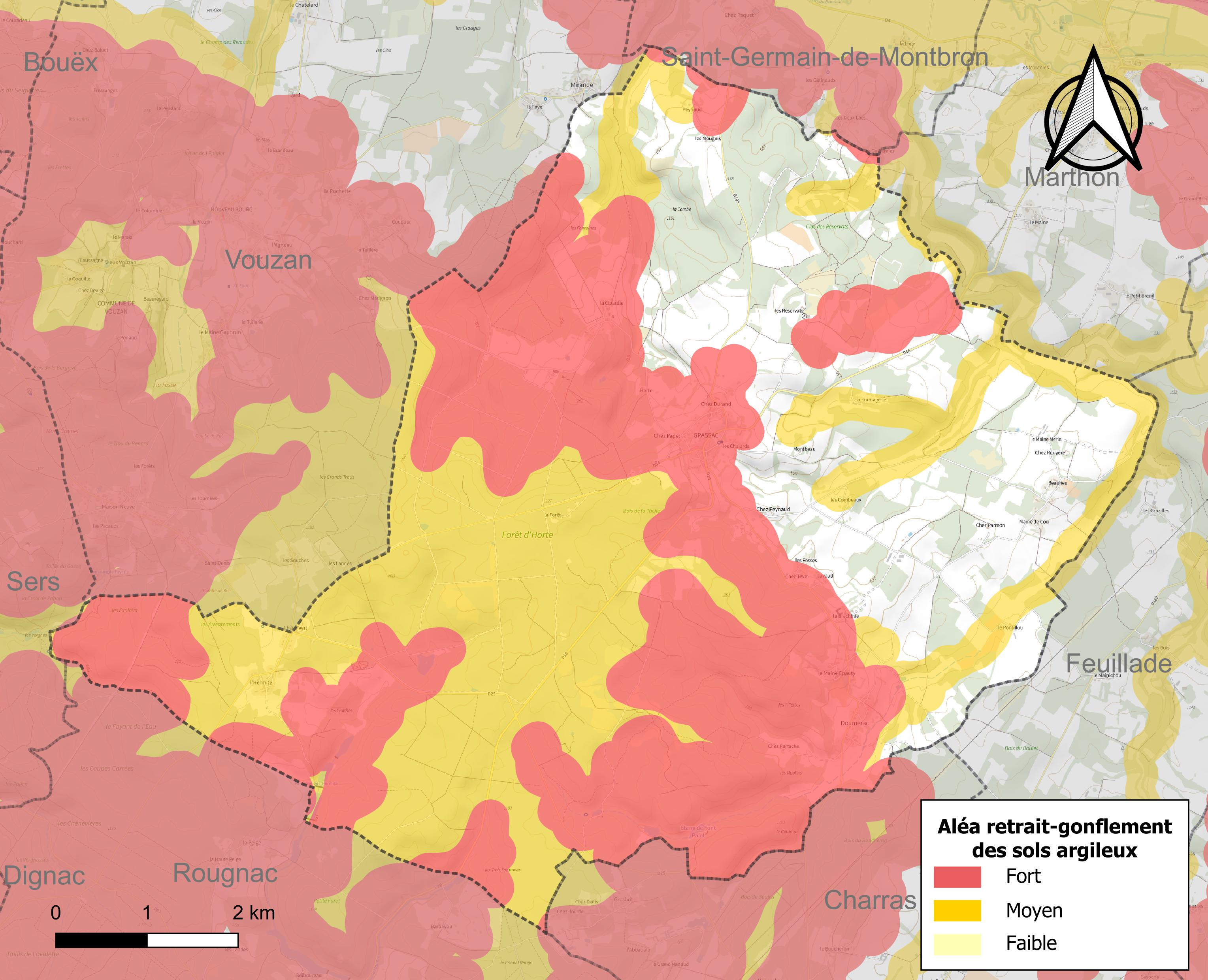
Carte des zones d'aléa retrait-gonflement des sols argileux de Grassac.

Le retrait-gonflement des sols argileux est susceptible d'engendrer des dommages importants aux bâtiments en cas d’alternance de périodes de sécheresse et de pluie. 73,8 % de la superficie communale est en aléa moyen ou fort (67,4 % au niveau départemental et 48,5 % au niveau national). Sur les 190 bâtiments dénombrés sur la commune en 2019,  167 sont en aléa moyen ou fort, soit 88 %, à comparer aux 81 % au niveau départemental et 54 % au niveau national. Une cartographie de l'exposition du territoire national au retrait gonflement des sols argileux est disponible sur le site du BRGM,.
Par ailleurs, afin de mieux appréhender le risque d’affaissement de terrain, l'inventaire national des cavités souterraines permet de localiser celles situées sur la commune.
La commune a été reconnue en état de catastrophe naturelle au titre des dommages causés par les inondations et coulées de boue survenues en 1982, 1983, 1999 et 2008. Concernant les mouvements de terrains, la commune a été reconnue en état de catastrophe naturelle au titre des dommages causés par la sécheresse en 2003 et 2011 et par des mouvements de terrain en 1999.

#### Risques technologiques
Le risque de transport de matières dangereuses sur la commune est lié à sa traversée par une ou des infrastructures routières ou ferroviaires importantes ou la présence d'une canalisation de transport d'hydrocarbures. Un accident se produisant sur de telles infrastructures est susceptible d’avoir des effets graves sur les biens, les personnes ou l'environnement, selon la nature du matériau transporté. Des dispositions d’urbanisme peuvent être préconisées en conséquence.

## Toponymie
Les formes anciennes sont Graciaco en 1110, Gracciaco, Graczaco, Grazciaco en 1331, Grassaco en 1375, Grazcaco (non daté).
L'origine du nom de Grassac remonterait à un nom de personne gallo-romain Grattius auquel est apposé le suffixe -acum, ce qui correspondrait à Grattiacum, « domaine de Grattius »,.
En 1801, la commune s'appelait Grassat.

### Langues
La commune est dans la partie occitane de la Charente qui en occupe le tiers oriental, et le dialecte est limousin. Elle se nomme Graçac en occitan.

## Histoire
Depuis le XIIIe siècle, Grassac était un des 13 archiprêtrés de l'Angoumois, et 10 paroisses en dépendaient,.
En 1197, la paroisse de Grassac avait été donnée par l'évêque d'Angoulême, Adhémar, à l'abbaye de Bourgueil, qui la rattacha au prieuré de Beaulieu à Angoulême. En 1529, le pape Clément VII détacha cette paroisse de l'abbaye de Bourgueil et la donna à l'abbaye de Saint-Ausone d'Angoulême.
Les registres de l'état civil remontent au tout début du XVIIe siècle. De 1764 à 1777, ces registres étaient soigneusement tenus par l'archiprêtre Jean Durand.
Sous l'Ancien Régime, Grassac comportait de nombreux fiefs.
L'ancien château d'Horte était situé en haut du bourg dans la forêt d'Horte, qui était un fief démembré de la forêt de Feuillade et appartenait au XVe siècle à la famille de Vassoigne. Ce fief passa par mariage à la famille de La Place au milieu du XVIIIe siècle, qui fit construire le château. Celui-ci fut abandonné à la Révolution et tomba en ruines. Un nouveau château fut rebâti à côté par la suite.
Le fief de la Bréchenie relevait de la baronnie de Marthon, et appartenait dès le XIIIe siècle à la famille de Vassoigne jusqu'en 1712 où la baronnie passe dans le giron de la famille de Chérade de Montbron. Le dernier marquis de Vassoigne est mort en 1903, et sa sœur, Madame de Bodart, conservait encore le domaine. Le château actuel a été rebâti dans la seconde moitié du XVIIe siècle par François de Vassoigne, et sa femme, Pétronille de Galard-Béarn.
Au village de l'Hermite était située au XVIIIe siècle une petite verrerie exploitée par deux familles nobles, les Ferret et les Riol. Faute d'appui du pouvoir royal, cette verrerie périclita et les propriétaires quittèrent l'Angoumois pour le Périgord. La verrerie se transforma en une fabrique de briques réfractaires, qui fonctionnait encore au début du XXe siècle.

## Politique et administration

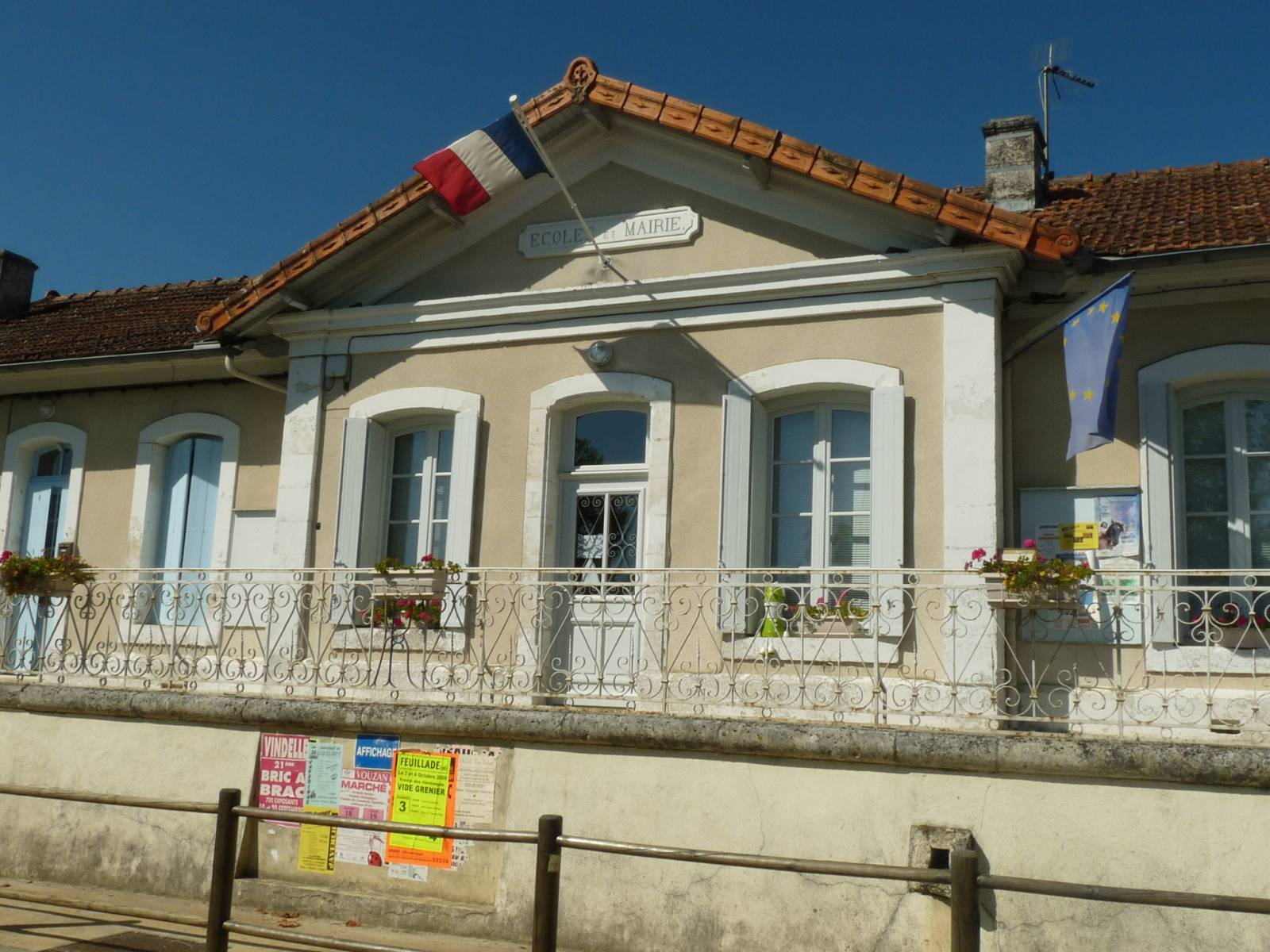
Mairie de Grassac.

| Période                                  | Période  | Identité           | Étiquette | Qualité               |
| ---------------------------------------- | -------- | ------------------ | --------- | --------------------- |
| Les données manquantes sont à compléter. |          |                    |           |                       |
| 1995                                     | 2008     | Guy Charron        |           |                       |
| 2008                                     | 2014     | Jean-Pierre Claeys | SE        | Agriculteur           |
| 2014                                     | 2020     | Sylvie Bernard     | SE        | Assistante maternelle |
| 2020                                     | En cours | Jean-Louis Lapouge |           |                       |

## Équipements et services publics

### Enseignement
Dans les années 2010-2020, l'école était un regroupement pédagogique intercommunal entre Charras, Grassac et Rougnac. Rougnac accueille l'école primaire, et Charras et Grassac les écoles élémentaires. L'école comporte une classe unique. Le secteur du collège est Montbron. Elle ferme en 2023.

## Population et société

### Démographie

#### Évolution démographique
L'évolution du nombre d'habitants est connue à travers les recensements de la population effectués dans la commune depuis 1793. Pour les communes de moins de 10 000 habitants, une enquête de recensement portant sur toute la population est réalisée tous les cinq ans, les populations de référence des années intermédiaires étant quant à elles estimées par interpolation ou extrapolation. Pour la commune, le premier recensement exhaustif entrant dans le cadre du nouveau dispositif a été réalisé en 2004.

En 2022, la commune comptait 303 habitants, en évolution de −8,18 % par rapport à 2016 (Charente : −0,48 %, France hors Mayotte : +2,11 %).
| 1793 | 1800 | 1806 | 1821 | 1831 | 1841 | 1846 | 1851 | 1856 |
| ---- | ---- | ---- | ---- | ---- | ---- | ---- | ---- | ---- |
| 684  | 696  | 706  | 700  | 786  | 710  | 740  | 789  | 749  |

| 1861 | 1866 | 1872 | 1876 | 1881 | 1886 | 1891 | 1896 | 1901 |
| ---- | ---- | ---- | ---- | ---- | ---- | ---- | ---- | ---- |
| 690  | 688  | 627  | 620  | 597  | 587  | 544  | 502  | 478  |

| 1906 | 1911 | 1921 | 1926 | 1931 | 1936 | 1946 | 1954 | 1962 |
| ---- | ---- | ---- | ---- | ---- | ---- | ---- | ---- | ---- |
| 464  | 483  | 432  | 444  | 407  | 415  | 372  | 305  | 274  |

| 1968 | 1975 | 1982 | 1990 | 1999 | 2004 | 2006 | 2009 | 2014 |
| ---- | ---- | ---- | ---- | ---- | ---- | ---- | ---- | ---- |
| 280  | 268  | 263  | 285  | 274  | 268  | 265  | 295  | 319  |

| 2019 | 2022 | - | - | - | - | - | - | - |
| ---- | ---- | - | - | - | - | - | - | - |
| 308  | 303  | - | - | - | - | - | - | - |

#### Pyramide des âges
La population de la commune est relativement âgée.
En 2018, le taux de personnes d'un âge inférieur à 30 ans s'élève à 25 %, soit en dessous de la moyenne départementale (30,2 %). À l'inverse, le taux de personnes d'âge supérieur à 60 ans est de 34,1 % la même année, alors qu'il est de 32,3 % au niveau départemental.
En 2018, la commune comptait 161 hommes pour 154 femmes, soit un taux de 51,11 % d'hommes, largement supérieur au taux départemental (48,41 %).
Les pyramides des âges de la commune et du département s'établissent comme suit.
| Hommes | Classe d’âge | Femmes |
| ------ | ------------ | ------ |
| 1,3    | 90 ou +      | 2,0    |
| 6,4    | 75-89 ans    | 11,3   |
| 23,6   | 60-74 ans    | 23,8   |
| 25,5   | 45-59 ans    | 23,8   |
| 18,5   | 30-44 ans    | 13,9   |
| 8,9    | 15-29 ans    | 7,3    |
| 15,9   | 0-14 ans     | 17,9   |

| Hommes | Classe d’âge | Femmes |
| ------ | ------------ | ------ |
| 1      | 90 ou +      | 2,7    |
| 9,2    | 75-89 ans    | 12     |
| 20,6   | 60-74 ans    | 21,3   |
| 20,7   | 45-59 ans    | 20,3   |
| 16,8   | 30-44 ans    | 16     |
| 15,6   | 15-29 ans    | 13,4   |
| 16,1   | 0-14 ans     | 14,3   |

## Économie
Les principales activités sur la commune sont relatives à la culture et à la production animale.

## Culture locale et patrimoine

### Lieux et monuments
- Église paroissiale Saint-Jean-Baptiste, romane du XIIe siècle, remaniée aux XVe et XVIe siècles. Massive, au clocher carré, l'église a une double nef comme certaines églises des environs (Combiers, Gardes, Édon). Elle était un siège d'archiprêtré. Elle est inscrite aux monuments historiques pour ses façades et sa toiture depuis le 7 juin 1993[40]. Elle appartient à la commune.

Église de Grassac
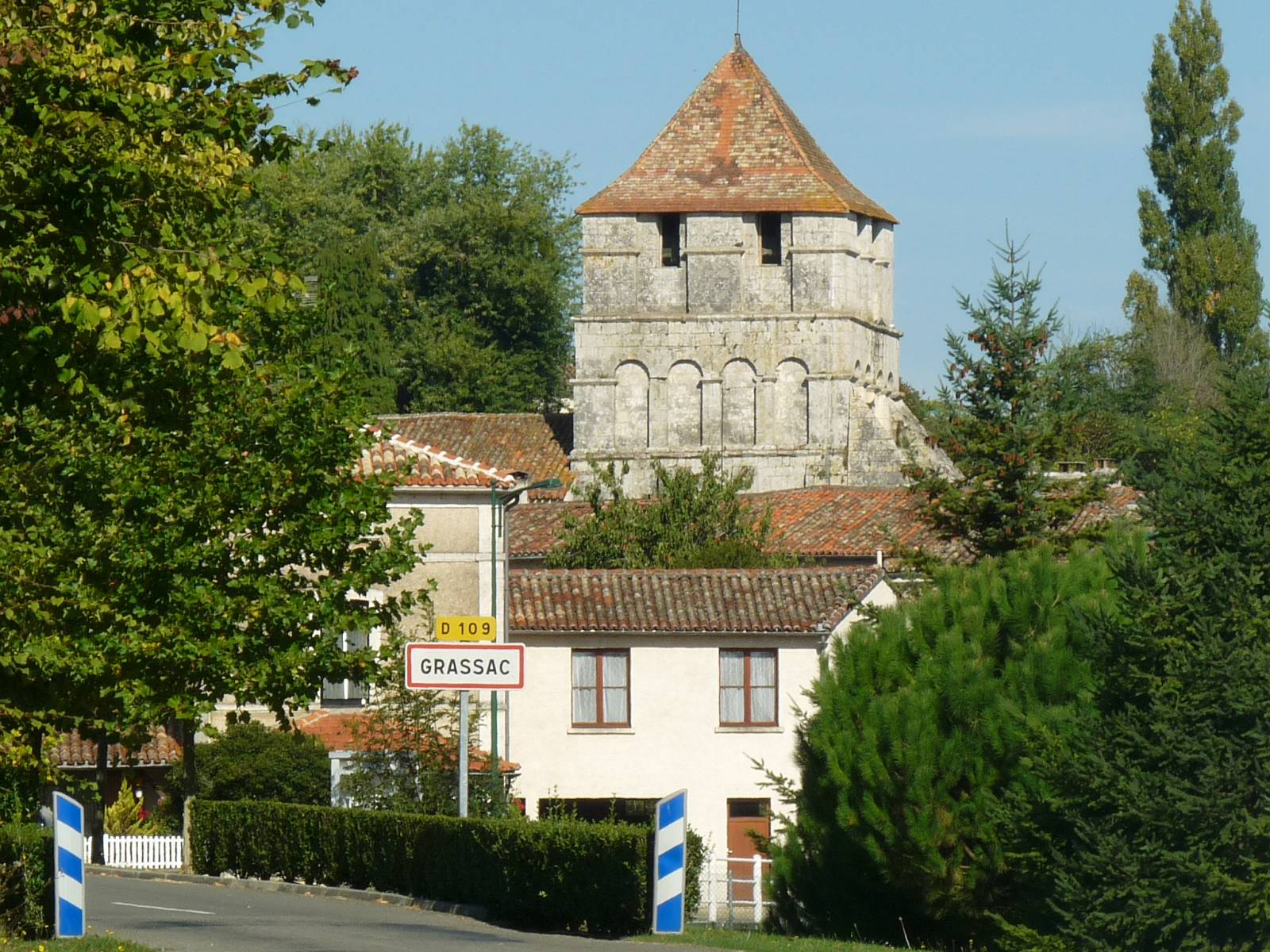
Église paroissiale Saint-Jean-Baptiste.
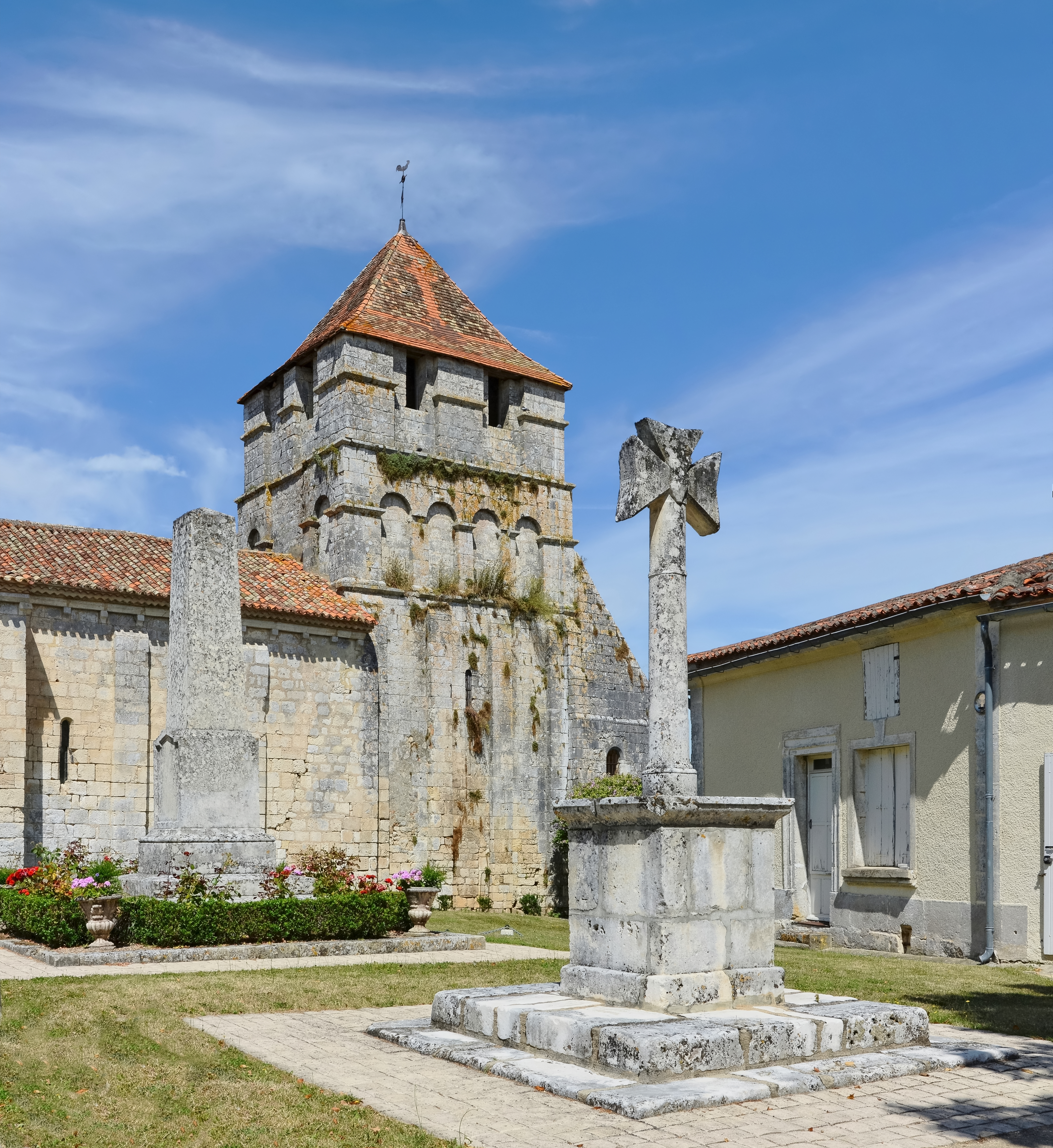
L'église et le monument aux morts.
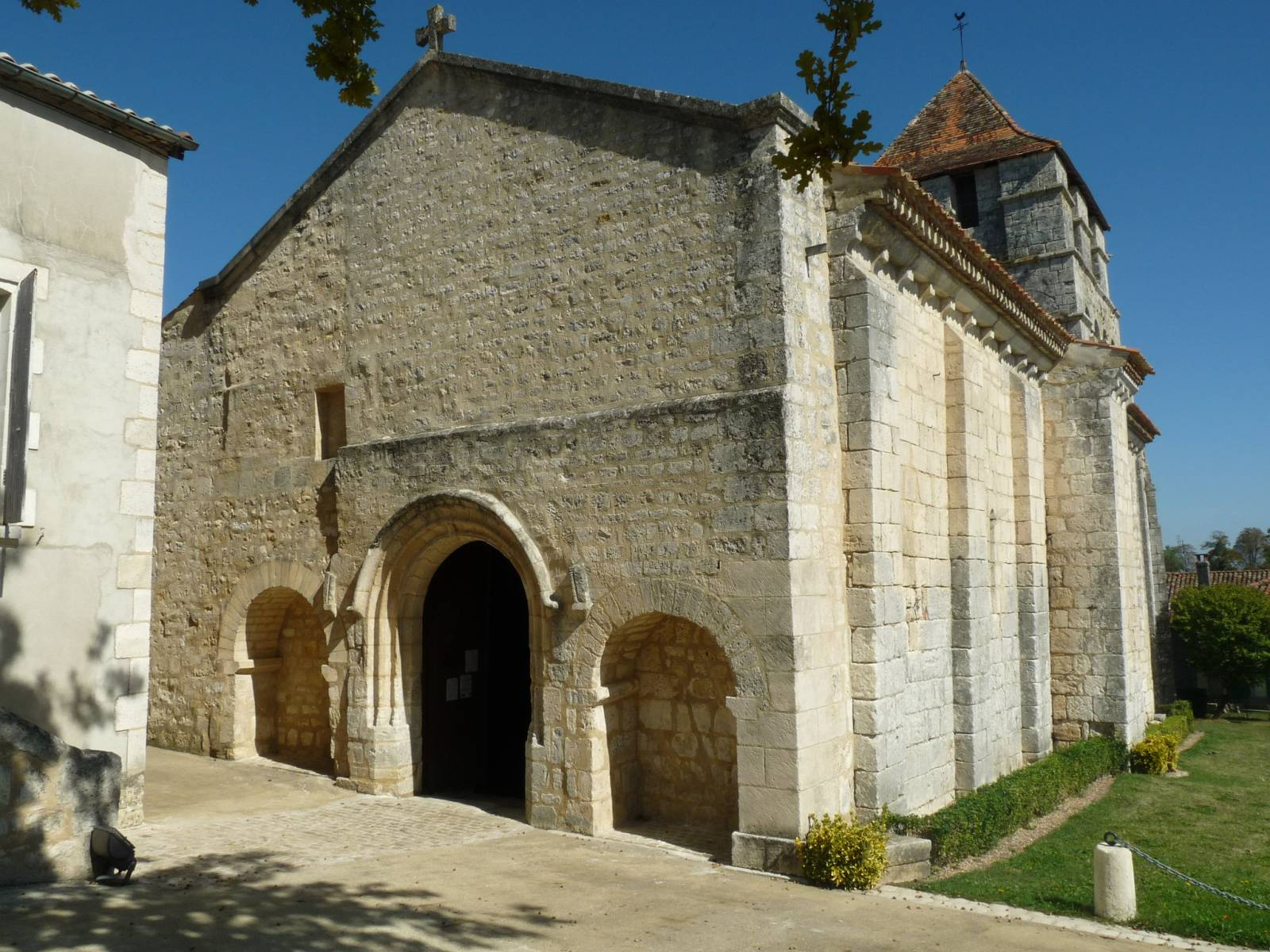
Façade.
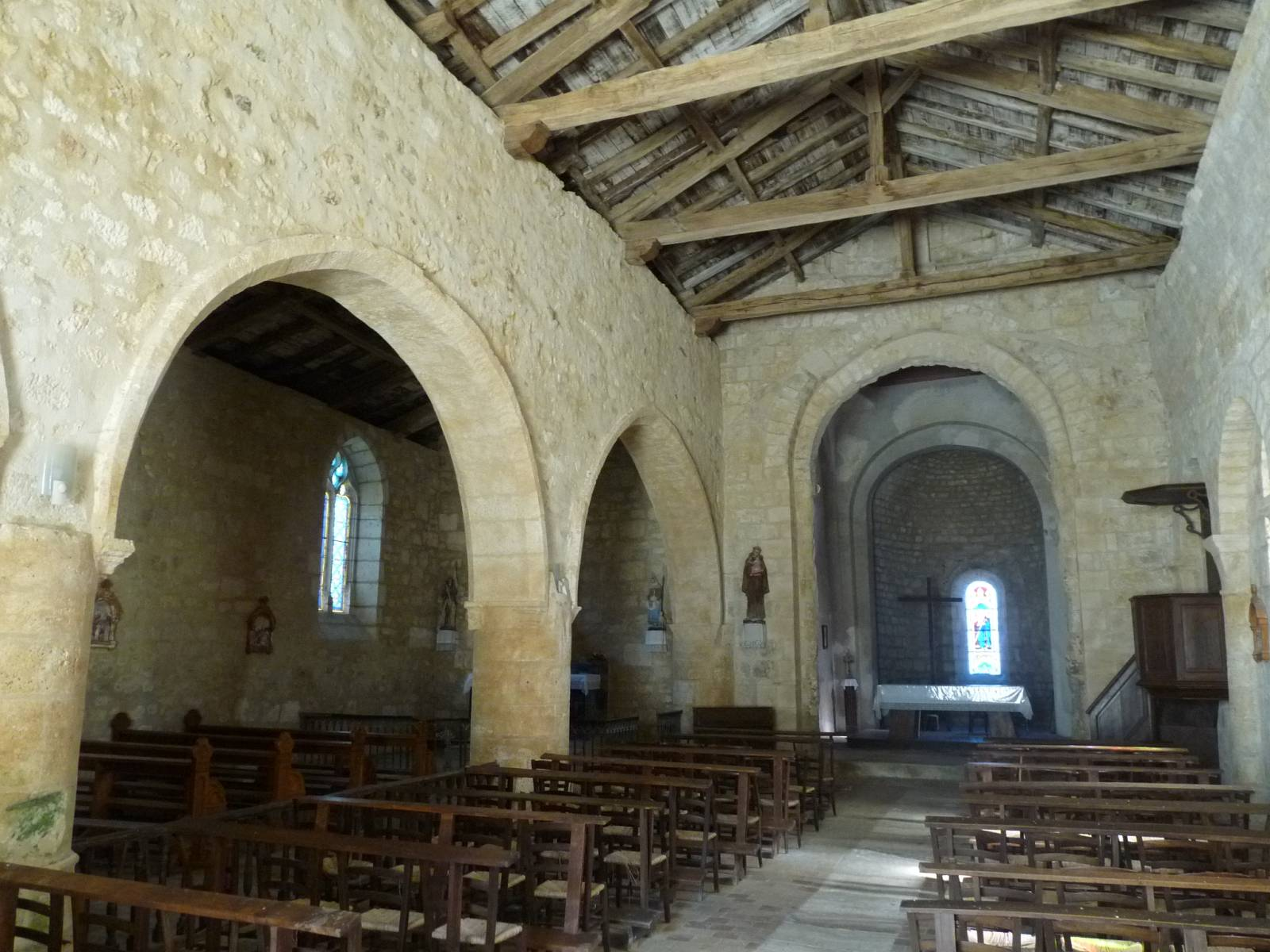
Intérieur, double nef à gauche.
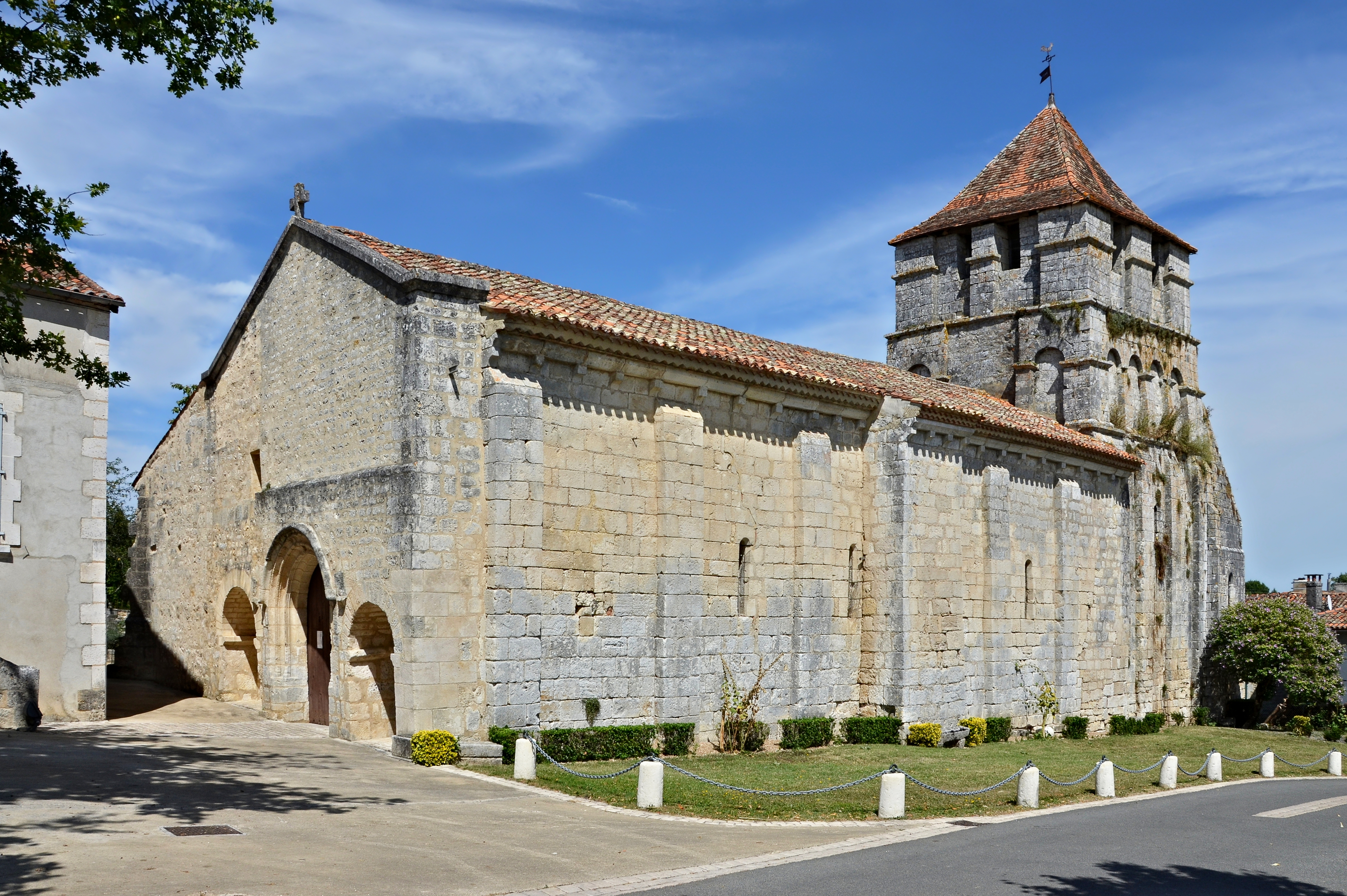
Vue générale du sud-ouest.

- Église orthodoxe de Doumérac. Il s'agit en fait du monastère orthodoxe Notre-Dame-de-Chersonèse, dit aussi de Korssoun, qui est un monastère féminin sous la juridiction du diocèse orthodoxe russe de Chersonèse[41]. L'église pour le culte public est à 9 km, à Puyloubard, dans la commune de Beaussac (Dordogne)[42]. Une exposition-vente, organisée par cinq religieuses du monastère orthodoxe de Doumérac, a eu lieu l'hiver 2012 avec notamment des icônes, des tableaux, des œufs en bois peints, des boîtes décorées et de savoureuses confitures de pêche, sureau et prune. Cette vente permet d'entretenir le monastère qui ne reçoit pas d'aide de la Russie. Cette communauté a été fondée il y a une vingtaine d'années par le père Archimandrite Barsanuphe. Doumérac compte une cinquantaine de fidèles venant de toute la région. De leur côté, les sœurs se rendent une fois par mois en Auvergne pour une liturgie[43].

- Château de la Bréchinie. Il a été construit au XVIIe siècle. L'enceinte, l'enclos, la chapelle, le pigeonnier et la tour sont protégés; il est inscrit monument historique depuis le 31 décembre 1993[44]. C'est une propriété privée.
- Château d'Horte. Il est situé à 1 km au nord-ouest du bourg. L'ancien château, ruiné, a donné son nom à la forêt, à moins que ce soit la ferme Horte située à son pied non loin du bourg.

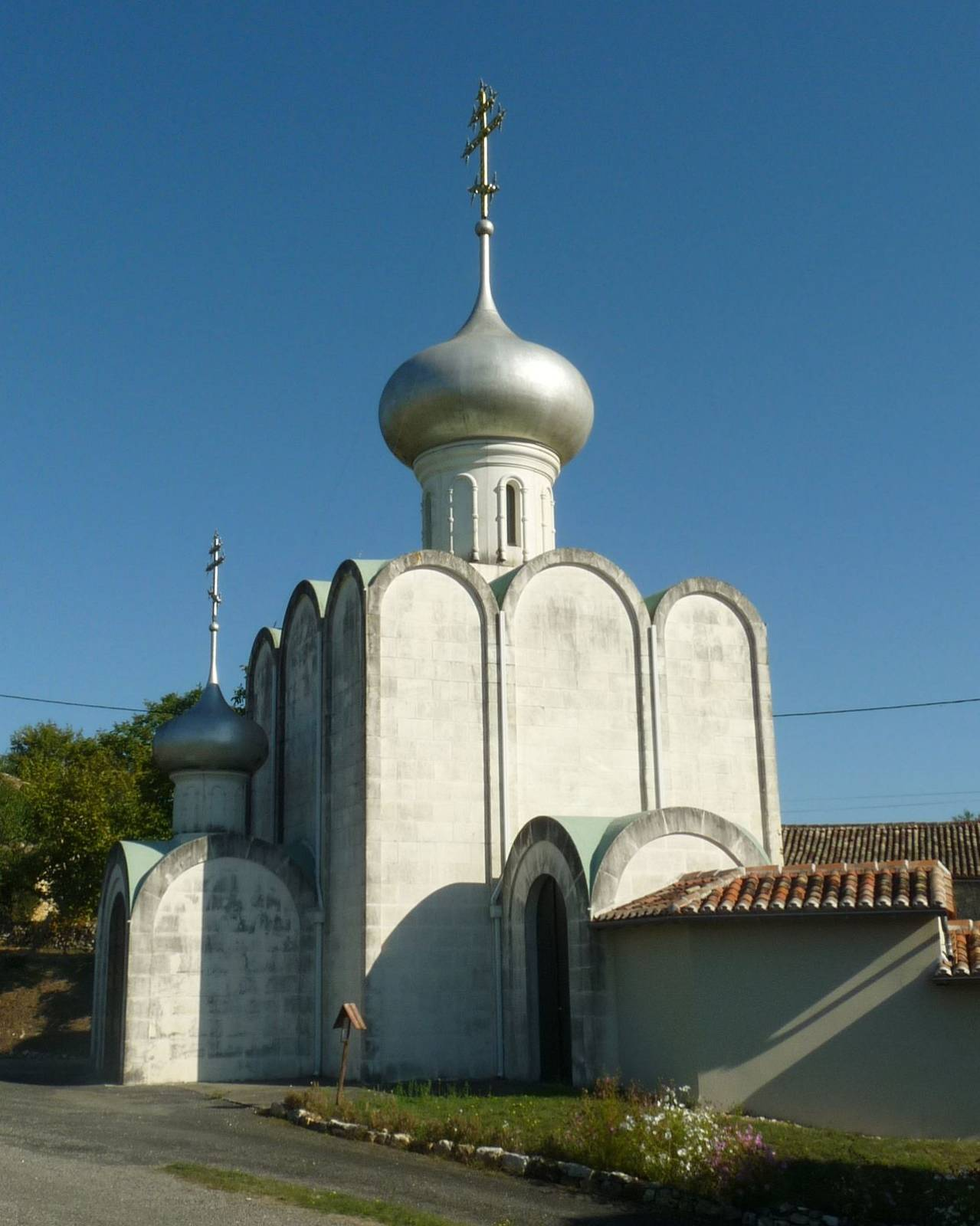
L'église orthodoxe à Doumérac.
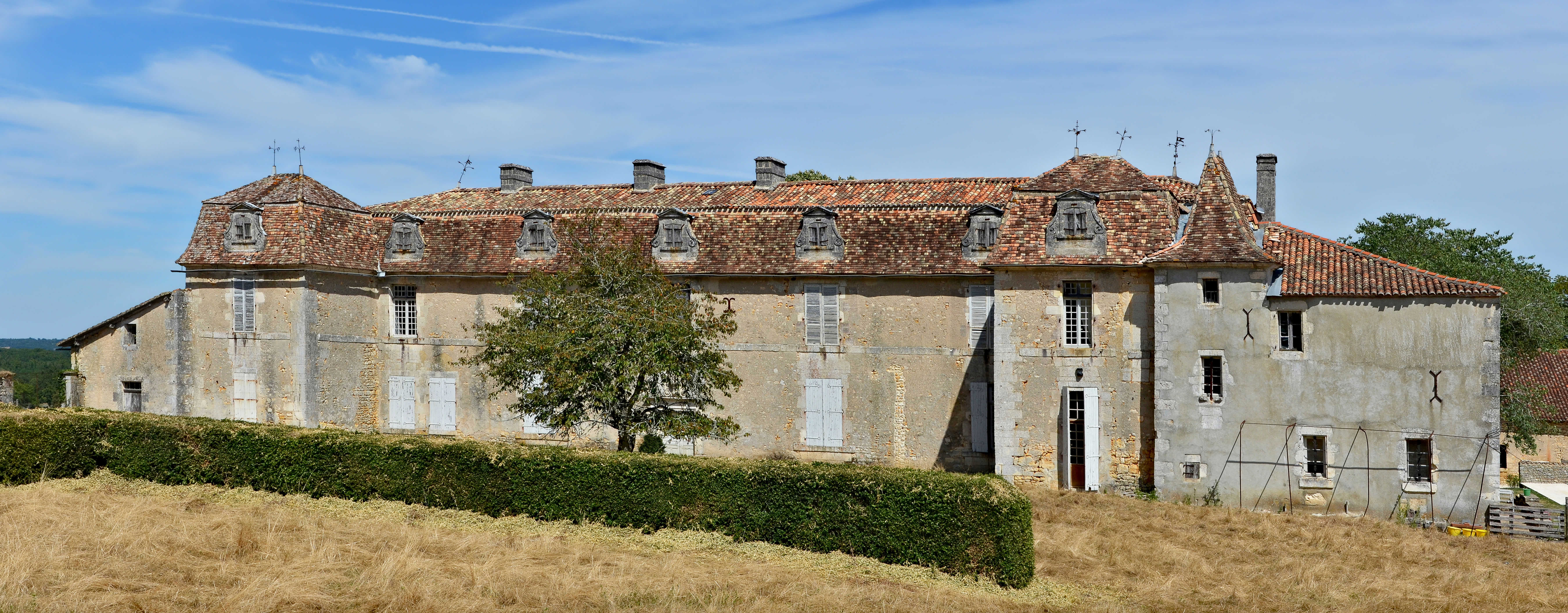
Château de la Bréchinie.
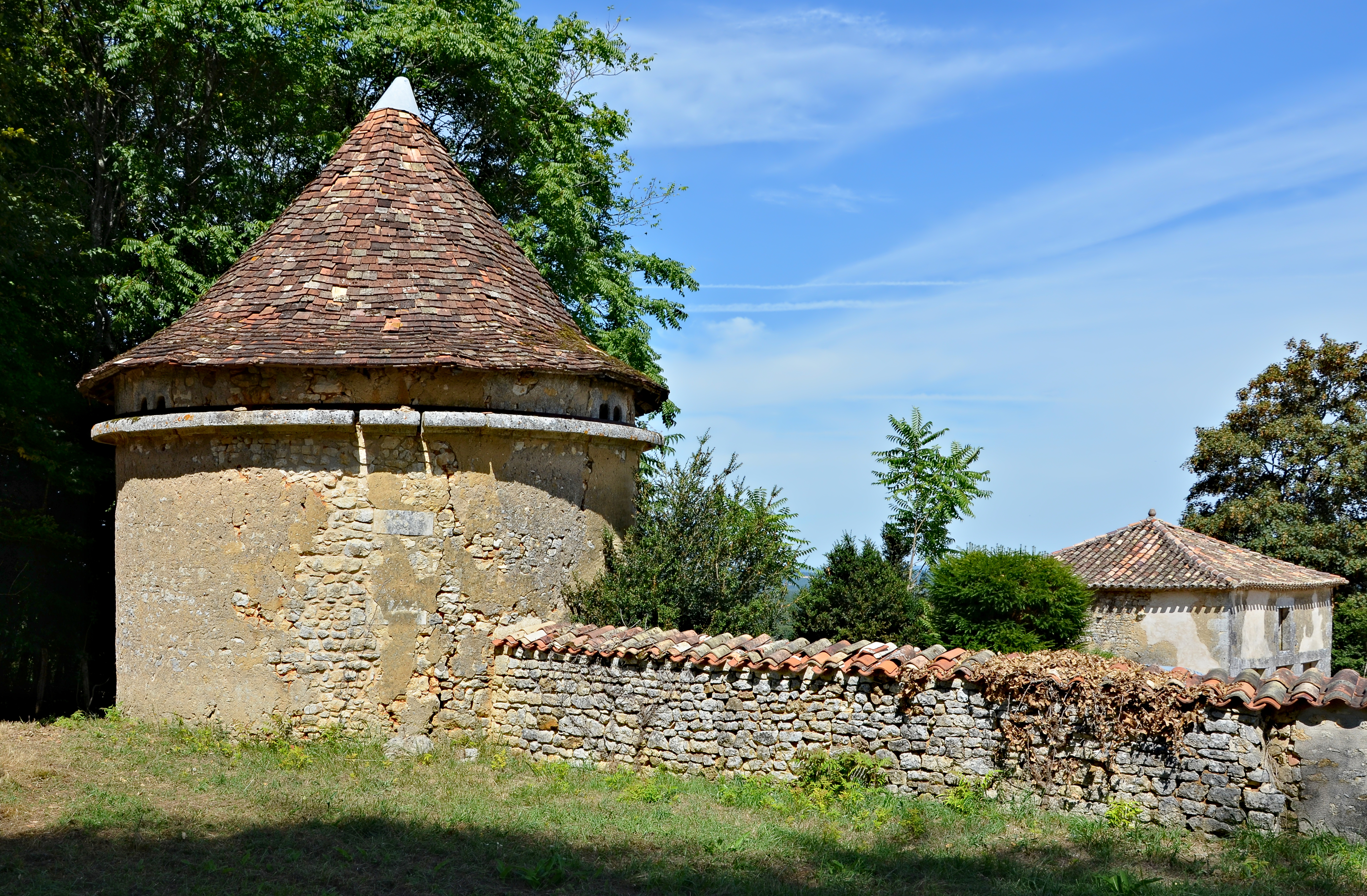
La Bréchinie : le pigeonnier, à l'est du château.

### Gastronomie

#### Appellations d'origine contrôlée
Comme une grande partie du département, la commune de Grassac est située sur le territoire des appellations d'origine contrôlée (AOC) pour le beurre Charentes-Poitou, le pineau des Charentes blanc, rosé et rouge, le cognac Bons Bois, et l'Esprit de Cognac.

#### Indications géographiques protégées
Grassac se trouve aussi dans le périmètre des indications géographiques protégées (IGP) pour le veau du Limousin, l'agneau de Poitou-Charentes, le porc du Limousin, le jambon de Bayonne, ainsi que les vins de pays charentais blanc, rosé et rouge.

### Personnalités liées à la commune
- Joseph Chérade de Montbron (1768-1852), comte de Montbron, député de la Haute-Vienne, est né au château d'Horte.

### Héraldique
| Blason | Blasonnement : De gueules à la tour d’or, à la mer cousue d’azur. Commentaires : Blason de Grassac. |